# 20200 Донбакі
20200 Донбакі (20200 Donbacky) — астероїд головного поясу, відкритий 28 лютого 1997 року.
Тіссеранів параметр щодо Юпітера — 3,314.